# Mieczysław Drożdżewski
Mieczysław Tomasz Drożdżewski (ur. 2 grudnia 1963 w Grzegorzewie) – polski nauczyciel i samorządowiec, burmistrz miasta Koła w latach 2006–2014. 

## Życiorys
Od urodzenia mieszkał w Grzegorzewie. Jest absolwentem Liceum Ogólnokształcącego im. Kazimierza Wielkiego w Kole. W 1987 ukończył studia magisterskie na Wyższej Szkole Pedagogicznej w Zielonej Górze w zakresie fizyki. W tym samym roku rozpoczął pracę jako nauczyciel fizyki w Liceum Ekonomicznym w Kole. W 1998 ukończył studia podyplomowe w zakresie finansów i rachunkowości na Akademii Ekonomicznej w Poznaniu, a w 2001 studia podyplomowe w zakresie zarządzania oświatą w Państwowej Wyższej Szkole Zawodowej w Koninie.
W 1998 objął stanowisko dyrektora Zespołu Szkół Ekonomiczno-Administracyjnych im. Władysława i Stanisława Grabskich w Kole i pełnił je do 2006. Ponownie  objął to stanowisko w 2016.
12 listopada 2006 roku kandydował z list Towarzystwa Samorządowego na stanowisko burmistrza miasta Koła. Otrzymał 1505 głosów (17,03%) i w ponownym głosowaniu zmierzył się z kandydatem PiS – Stanisławem Maciaszkiem. W drugiej turze uzyskał 3057 głosów (58,10%) i objął stanowisko kolskiego burmistrza. Ubiegał się także o mandat radnego miejskiego jako kandydat Towarzystwa Samorządowego – w skali swojego okręgu otrzymał 74 głosy.
21 listopada 2010 roku ubiegał się o reelekcję. W I turze otrzymał 4462 głosy (48,95%) i w drugiej turze głosowania zmierzył się z Wojciechem Lewandowskim popieranym przez SLD. W ponownym głosowaniu – 5 grudnia – zdobył 4094 głosy (76,58%) i pozostał na stanowisku na drugą kadencję. Uzyskał również stanowisko radnego powiatowego z list Towarzystwa Samorządowego – zdobył 607 głosów, jednak ze względu na wybór na burmistrza Koła, nie złożył ślubowania i zrzekł się mandatu.
16 listopada 2014 roku po raz trzeci ubiegał się o stanowisko burmistrza Koła. Pomimo najlepszego wyniku w I turze – 2970 głosów (35,05%), w ponownym głosowaniu uzyskał 3050 głosów (45,05%) i osiągnął drugi wynik. Burmistrzem został wybrany jego rywal – Stanisław Maciaszek z Prawa i Sprawiedliwości. Bez powodzenia ubiegał się również o mandat radnego powiatu kolskiego z listy Towarzystwa Samorządowego w okręgu obejmującym gminę miejską Koło – uzyskał 270 głosów.
W 2011 roku otrzymał wyróżnienie „Przyjaciel Wartaków”, przyznawane przez Manufakturę Piosenki Harcerskiej „Wartaki”.

## Życie prywatne
Żonaty, ma dwoje dzieci.